# 송양초등학교 (경기)
송양초등학교는 대한민국 경기도 의정부시 낙양동에 있는 공립 초등학교이다.

## 학교 연혁
- 1946년 9월 1일 양주군 양주국민학교 민락분교장 인가
- 1950년 4월 1일 송양국민학교로 승격, 초대 김천은 교장 취임
- 1996년 3월 1일 송양초등학교로 개명
- 2004년 7월 9일 녹색 시범학교 발표회
- 2007년 11월 21일 경기도교육청지정 농촌체험학습장 발표회
- 2011년 11월 14일 의정부 민락지구 택지개발로 인해 임시대체시설로 이주
- 2013년 2월 14일 제64회 졸업식(총 2,199명)
- 2014년 3월 1일 21학급 편성(일반학급 20학급, 특수1학급), 유치원 3학급
- 2014년 9월 1일 제22대 김영수 교장 취임